# Aeson
Trong thần thoại Hy Lạp, Aeson (/ˈiːsɒn/; tiếng Hy Lạp cổ đại: Αἴσων Aísōn) là vua của Iolcus ở Thessaly. Ông là cha của người anh hùng Jason. Theo một phiên bản truyện, ông đã bị người em trai cùng mẹ khác cha là Pelias bắt đày tù. Khi Pelias định giết ông thì ông đã uống máu bò tót tự sát. Trong truyện khác, ông đã bị Medea, vợ của Jason giết, rồi làm cho ông sống lại như một chàng trai trẻ.

## Phả hệ
Aeson là con trai của Cretheus và Tyro. Ông có hai người anh em là Pheres và Amythaon, đồng thời còn có hai người em trai cùng mẹ khác cha là Neleus và Pelias.
Aeson có với Alcimede (con gái của vua Phylacus và Clymene) hai người con trai là Jason và Promachus. Các nguồn khác đề cập về mẹ của những người con do Aeson sinh ra là: (1) Polymede hoặc Polymele, hoặc Polypheme, con gái của Autolycus (2) Amphinome, (3) Theognete, con gái của Laodicus, (4) Rhoeo hoặc (5) Arne hoặc (6) Scarphe.
| Mối quan hệ | Tên              | Nguồn           | Nguồn                | Nguồn    | Nguồn    | Nguồn       | Nguồn   | Nguồn   |
| ----------- | ---------------- | --------------- | -------------------- | -------- | -------- | ----------- | ------- | ------- |
| Mối quan hệ | Tên              | (Sch. on) Homer | (Sch. on) Apollonius | Diodorus | Valerius | Apollodorus | Hyginus | Tzetzes |
| Cha mẹ      | Cretheus và Tyro | ✓               |                      |          |          | ✓           |         |         |
| Anh chị em  | Amythaon         | ✓               |                      |          |          |             |         |         |
| Anh chị em  | Pheres           | ✓               |                      |          |          |             |         |         |
| Vợ          | Polymele hoặc    | ✓               |                      |          |          |             |         | ✓       |
| Vợ          | Polypheme hoặc   |                 | ✓                    |          |          |             |         |         |
| Vợ          | Polymede         |                 |                      |          |          | ✓           |         | ✓       |
| Vợ          | Alcimede         |                 | ✓                    |          | ✓        |             | ✓       |         |
| Vợ          | Theognete        |                 | ✓                    |          |          |             |         |         |
| Vợ          | Amphinome        |                 |                      | ✓        |          |             |         |         |
| Vợ          | Rhoe             |                 |                      |          |          |             |         | ✓       |
| Vợ          | Arne             |                 |                      |          |          |             |         | ✓       |
| Vợ          | Scarphe          |                 |                      |          |          |             |         | ✓       |
| Con cái     | Jason            | ✓               | ✓                    | ✓        | ✓        | ✓           | ✓       | ✓       |
| Con cái     | Promachus        |                 |                      | ✓        |          | ✓           |         |         |

## Thần thoại
Pelias thèm khát quyền lực, ông muốn thống trị toàn bộ khu vực Thessaly. Cuối cùng, ông đã trục xuất Neleus và Pheres, còn Aeson thì ông giam cầm trong ngục tối ở Iolcus. Aeson đã gửi người con trai Jason cho nhân mã Chiron dạy bảo. Trong khi đó, Pelias được một nhà tiên tri cảnh báo rằng hãy cẩn thận với một chàng trai chỉ đi độc nhất một chiếc dép.
Nhiều năm sau, trong khi Pelias đang tổ chức Olympic để vinh danh vị thần Poseidon, cha ruột của ông thì Jason đang trên đường tới Iolcus. Anh đã giúp đỡ cho một cụ bà (do nữ thần Hera cải trang) đi qua một con sông nên bị tuột mất một chiếc dép. Khi Jason tới Iolcus, Pelias phát hiện ra anh chính là chàng trai đi một chiếc dép mà hồi xưa ông đã được nhà tiên tri cảnh báo tới. Nghi ngờ, Pelias hỏi Jason sẽ làm gì nếu đối mặt với người mà anh sẽ lật đổ. Jason trả lời rằng anh sẽ giao cho người đó Bộ lông cừu vàng. Pelias nghe theo lời khuyên đó, ông quyết định giao cho Jason đi lấy Bộ lông cừu vàng.
Khi Jason đi vắng, Pelias định giết Aeson. Tuy nhiên, Aeson đã tự sát bằng cách uống máu bò tót. Vợ của ông cũng tự sát, Pelias chỉ có thể sát hại đứa con trai sơ sinh của họ là Promachus.
Sau này, Jason và người vợ mới cưới của anh là Medea trở lại Iolcus. Medea đã cắt cổ Aeson, sau đó đặt xác ông vào một cái nồi, luộc lên và Aeson sống lại như một chàng trai trẻ. Rồi Medea hứa với các con gái của Pelias rằng cô cũng sẽ làm cho cha của họ được trẻ hoá như vậy.  Những con gái của Pelias làm tương tự như Medea, họ đã cắt cổ cha của mình. Ngờ đâu, Medea không giữ lời hứa của mình, cho nên Pelias đã chết.

## Trưng bày

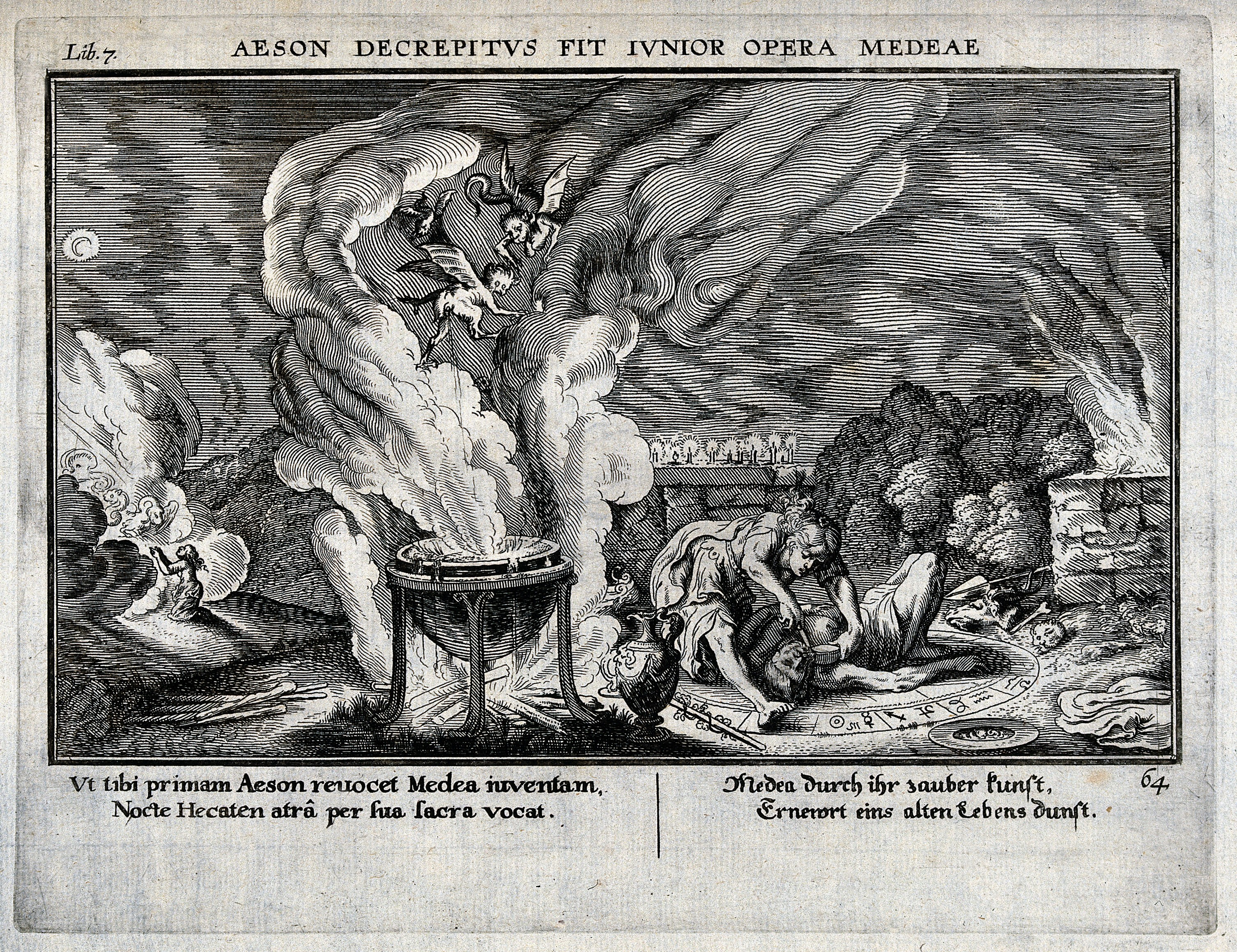
Medea rút máu của Aeson để làm ông trẻ lại
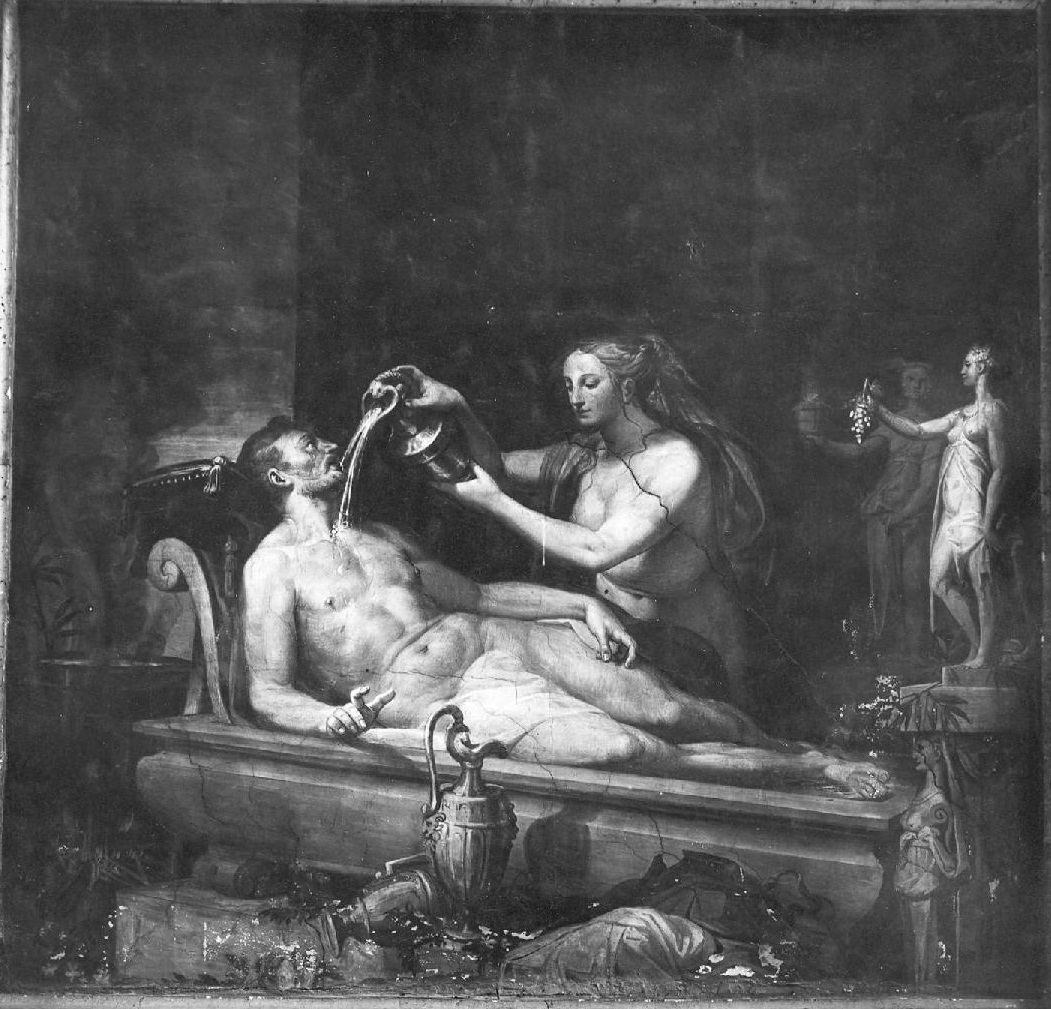
Medea làm Aeson trẻ lại, tranh của Giuseppe Asioli (1811)
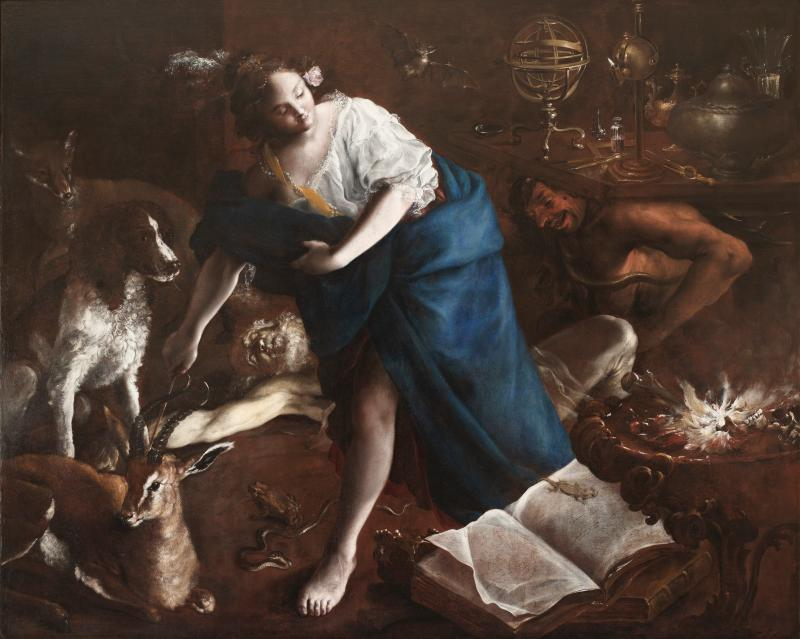
Medea làm Aeson trẻ lại, tranh của Bartolomeo Guidobono (c. 1700)
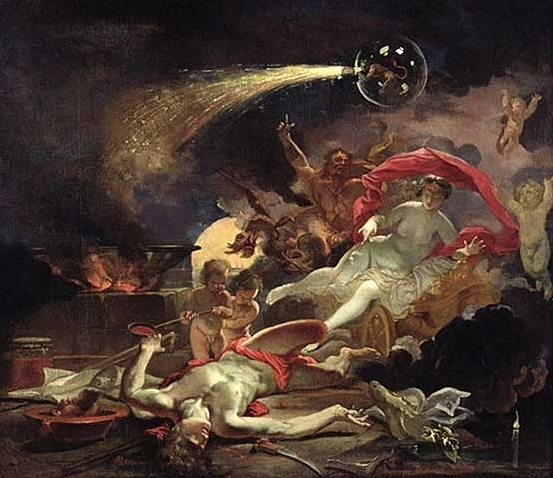
Medea làm Eson trẻ lại, tranh của Wijnen, Dominicus van (thế kỉ 17)
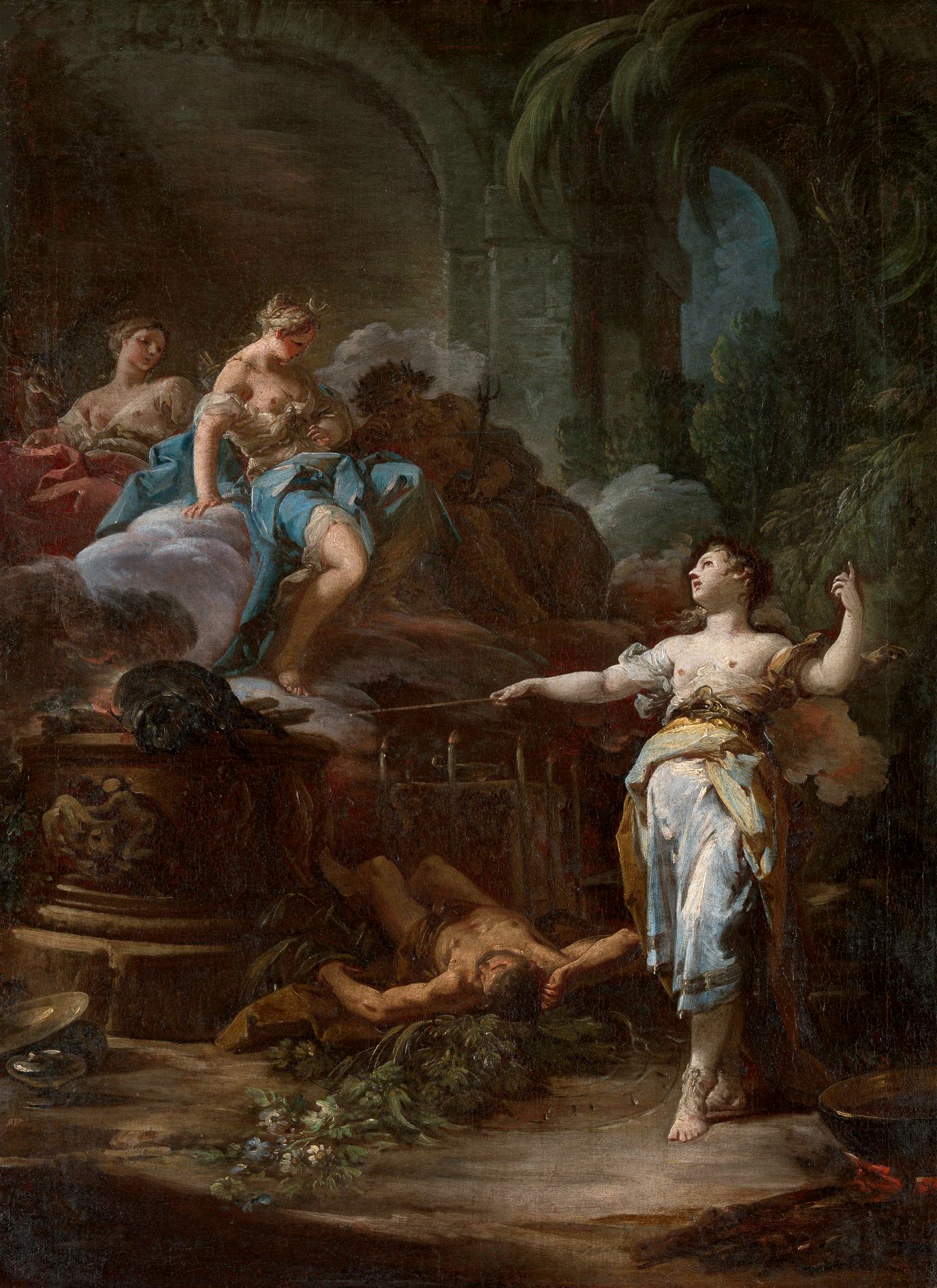
Medea làm Aeson trẻ lại, tranh của Corrado Giaquinto (1760)